# Котиков, Юрий Аггеевич
Ю́рий Агге́евич (Аге́евич) Ко́тиков (22 января (3 февраля) 1897, Старая Ладога — 1979, Ленинград) известен также, как Гео́ргий Аггеевич Котиков — советский педиатр, профессор кафедры госпитальной педиатрии, проректор по научно-учебной работе (и. о. ректора в 1949—1950 гг.) Ленинградского педиатрического медицинского института. Житель блокадного Ленинграда.

## Биография
Родился в семье староладожского учителя Аггея Фёдоровича Котикова и его жены, Прасковьи Семёновны ур. Пречистенской. А. Ф. Котиков принадлежал к крестьянскому сословию, но получил хорошее образование и до выхода на пенсию преподавал в Старой Ладоге.
Среднее образование Юрий (в те годы – Георгий) Котиков получил в Петербурге. С 1907 по 1915 гг. он учился в 1-м реальном училище, с окончанием которого уехал в Казань, где поступил на медицинский факультет Казанского университа.
Из-за Гражданской войны учёба в университете несколько затянулась. С марта по ноябрь 1919 года Ю. А. Котиков исполнял обязанности лекаря 221 госпиталя, дислоцированного в Казани, а с апреля по декабрь 1920 года служил врачом прививочного отряда 10-й дивизии Заволжского округа. Только в январе 1921 года, сдав заключительные экзамены, Юрий Аггеевич был выпущен из университета и в звании врача вернулся в Петроград.
Оказавшись в родном городе, Ю. А, Котиков сначала прошёл цикл повышения квалификации по педиатрии на кафедре детских болезней Петроградского института для усовершенствования врачей, после чего по протекции старшей сестры Елены Котиковой — научного сотрудника  Института физического образования  имени П. Ф. Лесгафта — был принят туда на должность ассистента кафедры анатомо-физиологических особенностей и гигиены детского возраста. С 1924 года кафедрой руководила профессор Л. И. Чулицкая, которая на ближайшие годы стала его главным наставником и научным руководителем.
Помимо того, в 1921 году Ю. А. Котиков был зачислен сверхштатным преподавателем кафедры детских болезней Военно-медицинской академии. Руководил кафедрой и клиникой в её составе недавно назначенный на эту должность профессор М. С. Маслов. Его трагически погибший предшественник профессор А. Н. Шкарин оставил Михаилу Степановичу уникальный коллектив: В. И. Морев, А. Ф. Тур, В. Ф. Знаменский, М. Ф. Руднев. Среди них Ю. А. Котиков занял достойное место и в 1930 году был назначен старшим ординатором клиники. В Военно-медицинской академии Юрий Аггеевич проработал до конца 1933 года, приобретя бесценный клинический опыт.
В 1928 году ко всем обязанностям Ю. А. Котикова добавилась ещё одна, когда он получил приглашение на должность научного сотрудника в отдел развития Государственного рефлексологического института по изучению мозга им. В. М. Бехтерева.
В 1931 году, сложив с себя большинство полномочий кроме детской клиники Военно-медицинской академии, Ю. А. Котиков сосредоточился на работе районного педиатра в детском секторе Василеостровского райздравотдела. В его обязанности входило консультирование наиболее сложных и проблемных больных района. Через год Юрий Аггеевич был назначен ещё и педиатром второй поликлиники НКВД Ленинграда. Так он работал в течение двух лет, пока в январе 1934 года, защитив кандидатскую диссертацию, не был по конкурсу избран доцентом курса усовершенствования Ленинградского научно-исследовательского института Охраны материнства и младенчества.
К этому времени там уже работали некоторые его коллеги по Военно-медицинской академии: профессор М. С. Маслов, профессор А. ф. Тур, профессор В. И. Морев. Год спустя, когда институт был реорганизован в первый в мире педиатрический медицинский вуз (ЛПМИ), Ю. А. Котиков принял предложение профессора А. Ф. Тура занять должность доцента вновь созданной им кафедры пропедевтики детских болезней.
В 1939 году в 1-м Ленинградском медицинском институте был закрыт педиатрический факультет. В ЛПМИ в полном составе перешла его кафедра пропедевтики детских болезней профессора А. Б. Воловика. Вследствие этого, кафедра А. Ф. Тура была преобразована в кафедру госпитальной педиатрии. Все эти изменения произошли в тот год, когда Юрий Аггеевич защитил докторскую диссертацию на тему «Морфология костного мозга здорового и больного ребенка». Тем не менее, на новой кафедре он оставался доцентом ещё несколько лет. Лишь в 1943 году, Ю. А. Котиков был утверждён в должности и звании её второго профессора. В довоенные годы кроме своих основных обязанностей с первых дней образования педиатрического института Ю. А. Котиков исполнял обязанности сначала помощника декана, а с 1939 года  – декана курса.
С первых дней Великой Отечественной войны, помимо работы на кафедре Ю. А. Котиков был назначен заместителем директора института по научно-учебной части. Сухие строки служебной характеристики тех лет не отражают всего многообразия и сложности проблем, с которыми столкнулся Юрий Аггеевич в годы блокады Ленинграда:

«С первых месяцев Великой Отечественной войны Ю. А. Котиков занял пост заместителя директора по научно-учебной части и не покидал его в самые тяжёлые периоды блокады. Свои обязанности заместителя директора и профессора кафедры Ю. А. Котиков совмещал с обязанностями начальника МПВО объекта и хорошо поставил и эту, в условиях Ленинграда, исключительно важную работу.
Принимая деятельное участие в проведении мероприятий по улучшению бытовых условий студентов и работников института, профессор Котиков активно содействовал сохранению преподавательских и студенческих кадров».
К сказанному следует добавить, что за годы блокады институт ни на один день не прекращал своей работы. Во многом благодаря усилиям Ю. А. Котикова как начальника МПВО в условиях почти ежедневных артобстрелов, на самом высоком уровне была поставлена противопожарная работа. Все случаи нередких возгораний на обширной территории института ликвидировались собственными силами. Одним из ближайших помощников Юрия Аггеевича в этой работе оказался его будущий коллега по кафедре, а в то время — студент первого курса О. Ф. Тарасов.
Что касается «сохранения кадров», то по этому поводу ректор института Ю. А. Менделева вспоминала следующее: 

«Транспорт  в  городе  перестал  работать,  институт расположен в северной окраине гигантского города Ленина, и студенты и сотрудники должны были ежедневно  дважды  проделывать  многокилометровый путь  пешком,  питание  резко  сократилось,  начался голод, и тогда в целях сохранения человеческих жизней институт пошел на крайние меры»— 
Эти меры заключались в том, что по инициативе Ю. А. Котикова в одном из учебных корпусов института было организовано общежитие, оборудован  пункт питания студентов и сотрудников, стационар для самых ослабленных. Благодаря этим мерам необычайно суровую блокадную зиму 1941-42 гг. пережило абсолютное большинство студентов и сотрудников института.
В послевоенные годы Ю. А. Котиков оставался в должности проректора по научно-учебной работе, продолжая совмещать её с должностью профессора своей кафедры.
В 1949 году на его долю выпало новое испытание. 30 августа в ходе кампании по борьбе с космополитизмом была арестована ректор Ю. А. Менделева. Именно Юрий Аггеевич приказом Министерства здравоохранения СССР № 885 был поставлен исполняющим обязанности на её место. Он обеспечил преемственность руководства институтом и не дал развалиться тому, что было сделано Юлией Ароновной. При новом ректоре — прибывшей на следующий год из Саратова профессоре Н. Т. Шутовой — Ю. А. Котиков вернулся к своим обязанностям проректора.
Среди коллег Ю. А. Котиков заслуженно пользовался авторитетом грамотного организатора, одаренного клинициста, педагога и учёного. Возможно, эти качества были приняты во внимание, когда руководство Министерством здравоохранения СССР в сентябре 1952 года назначило его — уже не вполне здорового профессора — на должность заведующего кафедрой госпитальной педиатрии Свердловского медицинского института. После войны здесь ощущался острый кадровый дефицит, и требовалось быстро восстановить уровень подготовки молодых специалистов. Юрий Аггеевич руководил кафедрой до июня 1956 года и за этот непродолжительный срок сумел поднять работу коллектива на должный профессиональный уровень.
Вернувшись в Ленинград, Ю. А. Котиков был восстановлен в должности профессора своей кафедры, по-прежнему возглавляемой профессором (с 1952 года – академиком) А. Ф. Туром, и одновременно был назначен ученым секретарём института. Он проработал ещё 5 лет — до 1 сентября 1961 года, когда вследствие тяжёлой болезни был вынужден удалиться на пенсию.
Перенеся тяжёлую операцию и лишившись ног, Юрий Аггеевич прожил в затворничестве ещё 18 лет. Он скончался в возрасте 82-х лет и был похоронен на Ново-Волковском кладбище в Ленинграде.

## Семья
- Жена – Александра Ивановна ур. Цепенникова;
- Жена – Маргарита Александровна ур. Наумова (1912 г.р.);
- Дочь – Татьяна Юрьевна Аркадьева (1937 г.р.);
- Сестра – Елена Аггеевна Котикова (16.03.1889 г.р.) — научный сотрудник института им. Лесгафта;
- Сестра – Мария Аггеевна Котикова (1883—1943) — жертва блокады Ленинграда.

## Вклад в педиатрическую науку и практику
Число опубликованных научных работ Ю. А. Котикова не столь велико и не превышает пятидесяти, однако адресованы они наиболее актуальным вопросам педиатрии. Основные научные интересы Юрия Аггеевича оформились в 30-е годы и были связаны с проблемами гематологии. Во многом благодаря ему, изучение патологии крови и кроветворной системы в детском возрасте стало в последующие годы одним из приоритетных направлений научных изысканий кафедры госпитальной педиатрии ЛПМИ.
- В 1939 году в своей докторской диссертации «Морфология костного мозга здорового и больного ребёнка» и одноименной монографии Юрий Аггеевич впервые представил методику выполнения исследования и нормативы миелограммы у детей в возрастном аспекте. Тем самым ещё в предвоенные годы исследования Ю. А. Котикова предопределили внедрение анализа клеточного состава костного мозга в клиническую практику педиатрических стационаров Ленинграда.

Значительная часть работ Юрия Аггеевича была посвящена оценке состояния костного мозга при различных заболеваниях детского возраста. Ю. А. Котиков предоставил практикующим врачам инструмент для верификации своих диагностических представлений результатами прижизненных морфологических исследований при целом ряде гематологических заболеваний детей.
- Другого важнейшего аспекта клинической педиатрии Ю. А. Котиков коснулся в 1936 году в своей работе «К методике хромосомального исследования у человека». Совпав по времени с гонениями на генетику, которые начались в СССР в середине 30-х годов, к сожалению в последующих работах Юрия Аггеевича это направление не получило своего развития, но названная статья оказалось первой в детской практике Ленинграда, посвященной исследованию кариотипа человека.
- Ещё раньше — в середине 20-х годов — в работе «Антропометрические стандарты для грудных детей г. Ленинграда», выполненной в институте им. Лесгафта совместно с  Д. Б. Макариной и под руководством профессора Л. И. Чулицкой, Юрий Аггеевич опубликовал нормативы физического развития детей первого года жизни, где показал внутреннюю взаимосвязь параметров, отражающих законы гармоничного роста и развития.

## Печатные работы
- Котиков Ю. А. К вопросу о частоте астении у детей. — Педиатрия, 1924, № 1. — Т. 8.
- Котиков Ю. А. Вариации пищеварительного лейкоцитоза при различном состоянии питания грудного ребёнка и при различной диете. — Врачебное Дело, 1925, № 15-17.
- Котиков Ю. А. Колебания концентрации водородных ионов у детей различной конституции и детей с расстройствами питания. — Казанский медицинский журнал, 1925, № 11.
- Котиков Ю. А. Значение некоторых показателей в детском возрасте / в сборнике Детские болезни. — 1925.
- Котиков Ю. А. Значение некоторых коллоидных реакций крови и мочи в связи с определением общего азота. — Русская клиника, 1928, № 48.
- Котиков Ю. А. Содержание кальция в крови у детей различных конституций. — Русская клиника, 1928.
- Котиков Ю. А., Макарина Д. Б. Антропометрические стандарты для грудных детей г. Ленинграда. — Вопросы педиатрии. — Т. 3, вып. 1-3.
- Котиков Ю. А. Картина костного мозга при Kala-Azar[8]. — Русская клиника. — Т. 3, вып. 4.
- Котиков Ю. А. К вопросу о вегетативном неврозе. — Врачебная Газета, 1930, № 21.
- Kotikov Y. Ueber der Eisengehalt in Blute der Sӓnglinge. — Jahrbuch f. Kinder, 1931, № 3-4. — Т. 132.
- Kotikov Y. Ueber der Mineralgehalt in Blute der Kinder in ersten Lebusjahr. — Jahrbuch f. Kinder, 1933, № 5-6. — Т. 138.
- Котиков Ю. А. Минеральный состав крови детей при некоторых заболеваниях / Труды института экспериментальной медицины. — 1933. — Т. 1, вып 1.
- Котиков Ю. А., Котикова Е. А. К вопросу о механизме дыхания при различных положениях тела (в связи с конституцией). — Архив Анатомии, Гистологии и Эмбриологии, 1934, № 1.
- Котиков Ю. А. Морфологическая картина прижизненных пунктатов кроветворных органов детей. — Вопросы педиатрии. — Т. 7, № 2.
- Котиков Ю. А., Курачева Н. Я. К диагностике лимфогранулематоза. — Советская Педиатрия, 1936, № 6.
- Котиков Ю. А. К методике хромосомального исследования у человека. — Архив пат. анатомии и пат. физиологии, 1936. — Т. 2, вып. 1.
- Котиков Ю. А. Морфология костного мозга здорового и больного ребёнка. — Л., 1939.
- Котиков Ю. А. Особенности питания детей с аномалией конституции / в справочнике по диететике раннего детского возраста под ред. А. Ф. Тура. — Л., 1937, 1949, 1951, 1954.
- Котиков Ю. А. Костный мозг при анемиях у детей. — Вопросы педиатрии, 1937, № 1-2. — Т. 2.
- Котиков Ю. А. Состояние костного мозга у детей, больных цингой / Вопросы педиатрии в дни блокады Ленинграда / Сб. 1. — Л., 1944. — (С. 80-98).
- Котиков Ю. А. Морфологические особенности эритроцитов плода / Вопросы педиатрии в дни блокады Ленинграда / Сб. 2. — Л., 1946.
- Котиков Ю. А. К вопросу классификации гематологических заболеваний / Вопросы педиатрии в дни блокады Ленинграда / Сб. 2. — Л., 1946.
- Котиков Ю. А. Прижизненное исследование костного мозга. / Рукопись.
- Котиков Ю. А. Минеральный состав спинно-мозговой жидкости при некоторых заболеваниях. / Рукопись.
- Котиков Ю. А. Костный мозг у детей-рахитиков. / Рукопись.
- Котиков Ю. А. Морфологические особенности крови у детей, поражённых флюорозом. / Рукопись.
- Котиков Ю. А., Попова Н. Н. Дальнейшие наблюдения за морфологическими изменениями крови детей, поражённых флюорозом. / Рукопись.

## Награды
- Значок «Отличнику здравоохранения» (1942);
- Медаль «За оборону Ленинграда» (1943);
- Медаль «За доблестный труд в Великой Отечественной войне 1941—1945 гг.» (1946);
- Медаль «В память 250-летия Ленинграда» (1957).

## Адреса в Ленинграде
В Ленинграде профессор Ю. А. Котиков с семьей проживал на Васильевском острове: сначала на 3-й линии, д. 4; после войны — на противоположной стороне улицы, на 2-й линии, д. 3. В 50-е годы Ю. А. Котиков жил по адресу: Большой пр. В. О., д. 8/4.